# Raphael
|  | Per a altres significats, vegeu «Rafael (desambiguació)». |

Miguel Rafael Martos Sánchez, conegut artísticament com a Raphael, (Linares, província de Jaén, Espanya, 5 de maig de 1943) és un cantant espanyol. En 1982 va rebre el Disc d'Urani pels 50 milions de còpies venudes del recopilatori Raphael: ayer, hoy y siempre. S'estima que en cinquanta anys de carrera, Raphael ha venut més de cent milions de còpies. Raphael va estar casat amb la periodista i escriptora Natalia Figueroa, amb qui tingué tres fills: Jacobo, Alejandra i Manuel.

## Biografia
Raphael va començar la seva carrera professional com a cantant amb el segell discogràfic Philips. Per a fer destacar més el seu nom va adoptar la grafia «ph» del nom de la companyia i es va «batejar» com a Raphael. Els seus primers senzills van ser «Te voy a contar mi vida» i «A pesar de todo» entre d'altres. Raphael fou conegut internacionalment per la seva expressió facial, ja que en cada cançó tendia a adoptar gestos altament dramàtics a la cara. També posseïa una veu profunda i greu que va usar amb freqüència des del començament de la seva carrera fins a evocar l'aproximació d'integrant de cor en algunes cançons. La seva mànager fou Rosa Lagarrigue.
El 1962 va guanyar tres primers premis del Festival Internacional de la Cançó de Benidorm amb les cançons «Llevan», «Inmensidad» i «Tu conciencia». Després d'estar lligat de manera breu amb Barclay Record Label, va signar un contracte amb la discogràfica Hispavox on va començar una llarga relació artística amb el director del segell i més tard orquestrador Waldo de los Ríos i amb el cantautor espanyol Manuel Alejandro.
En 1966 i 1967 va representar Espanya en el XII i el XIII Festival d'Eurovisió amb les cançons «Yo soy aquel» (a Luxemburg) i «Hablemos del amor» (a Viena, Àustria) respectivament a on va ocupar la setena i sisena plaça. Tot i no guanyar, va ser el millor lloc aconseguit per Espanya en aquells temps. Les seves gires mundials incloïen Europa, Amèrica Llatina, Estats Units, Unió Soviètica i el Japó. El seu estatus internacional es va incrementar amb èxits com «Cuando tú no estás», «Mi gran noche», «Digan lo que digan», «Tema de amor», «Estar enamorado», «Balada triste de trompeta» (que donaria títol a la pel·lícula d'Álex de la Iglesia) i «Desde aquel día».

### Popularitat internacional
Al mateix temps que Raphael era un èxit a l'Amèrica Llatina va fer diverses versions de cançons folklòriques de la regió entre les quals s'incloïen «Huapango torero», «Sandunga» i «Llorona»; temes que van ser un èxit a Mèxic.
El 25 octubre 1970 va aparèixer en el programa d'entrevistes The Ed Sullivan Show on va interpretar (en espanyol, anglès i italià) «Hallelujah» i «Hava Nagila». Dos mesos després tornaria a aparèixer amb les cançons «Maybe», «When My Love is Around» y «The Sound of the Trumpet» (adaptació a l'anglès de «Balada de la trompeta»).
El 1975 va protagonitzar el seu propi programa a TVE titulat El mundo de Raphael en què cantava acompanyat d'artistes internacionals. També disposava d'un programa radiofònic en el qual amb la seva dona entrevistava personalitats.
En els anys 80 reapareixeria amb singles com «¿Qué tal te va sin mí?», «Como yo te amo» (cançó que també gravaria Rocío Jurado), «En carne viva» y «Estar enamorado». Entre 1984 i 1985 va gravar dos àlbums amb cançons compostes per José Luis Perales com «Ámame», «Yo sigo siendo aquel», «Dile que vuelva», la famosa «Y... ¿Cómo es él?» i «Estoy llorando hoy por ti».
El 1987 va deixar Hispavox i va signar un contracte amb Columbia (avui Sony Music), on es van tornar a gravar cançons escrites per Roberto Livi como «Toco madera» o «Maravilloso corazón». En 1991 va tenir un èxit amb «Escándalo», posteriorment Raphael gravaria la mateixa cançó a duo amb David Bisbal.
A finals dels anys 90, després d'acabar un contracte amb Polygram, va tornar a EMI. El 1998 l'artista va publicar la primera part dels seus records: «¿Y mañana qué», des de la infància fins al seu matrimoni el 1972.
L'any 2000, Rafael participar en la versió en castellà del musical Jekyll & Hyde durant set mesos.

### Salut

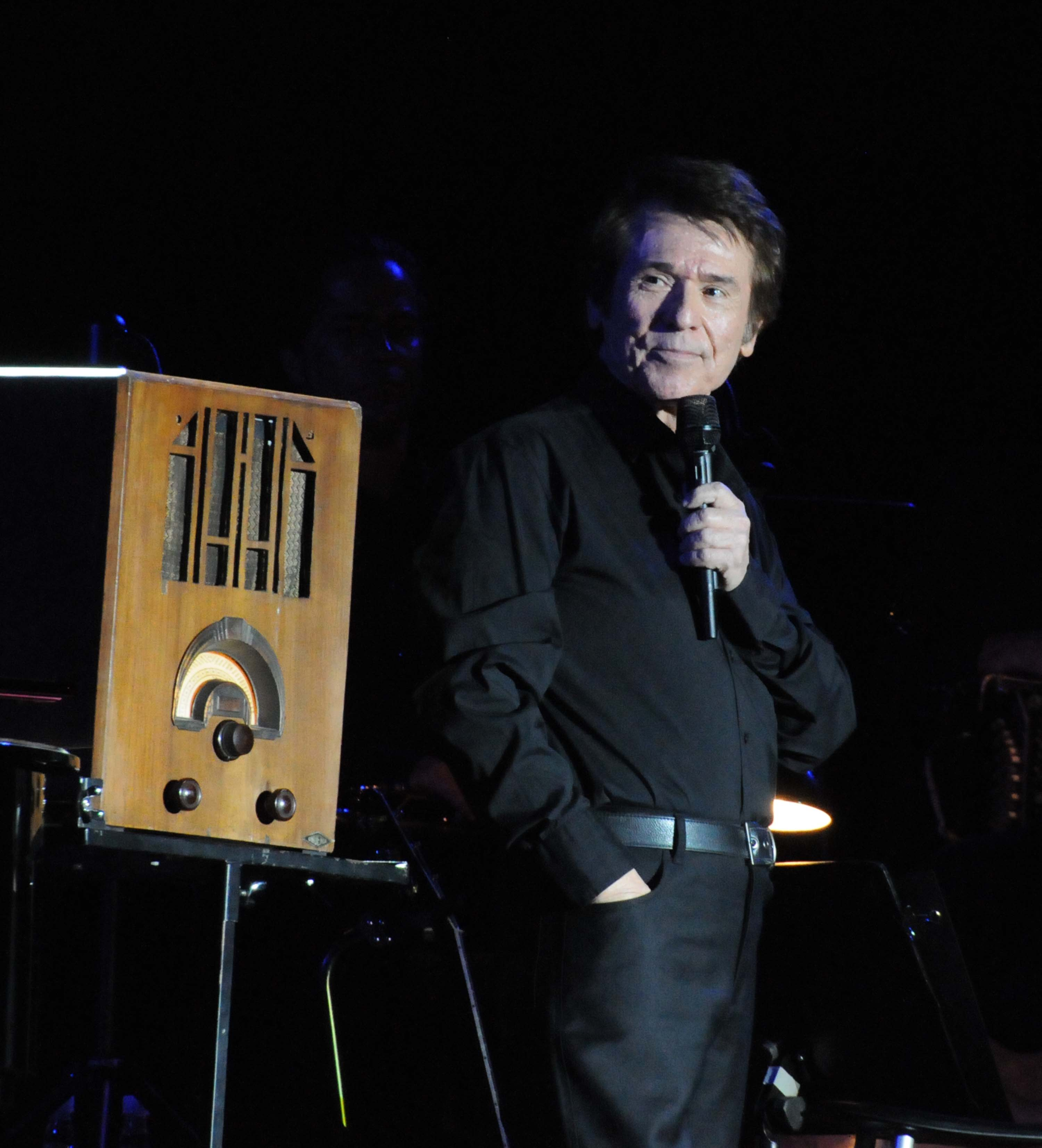
Raphael durant una actuació a Iquique (2011)

Des de 1985 la salut de Raphael es veia afectada per un problema hepàtics que es va veure agreujat per un consum elevat d'alcohol i va ser a principis del 2000 quan la salut de Raphael s'anava deteriorant ràpidament fins que en 2003 va ser resolt amb un trasplantament, del qual mai es va donar a conèixer el donant. Raphael estaria de tornada als escenaris amb la seva nova gira De Vuelta després d'una ràpida recuperació després del trasplantament.

## Pel·lícula biogràfica
El 2010 les productores Antena 3 films i Bocaboca produïren Raphael: una historia de superación personal, una minisèrie de televisió de dos capítols sobre la vida del cantant dirigida per Manuel Ríos San Martín. La història se centra en els problemes de fetge que va tenir el cantant l'any 2002 que van acabar amb un trasplantament, entremesclat amb moments importants de la seva vida, la seva infantesa, els seus primers èxits i la seva relació amb Natalia Figueroa. Juan Ribó ha donat vida al cantant, mentre que Celia Castro ha interpretat la seva muller Natalia Figueroa. Félix Gómez i Diana Palazón interpreten els mateixos personatges en la dècada dels 60. Daniel Muriel, Adrián Viador i Duna Santos interpreten Jacobo, Manuel i Alejandra, els fills majors del matrimoni i també figura Miguel Rellán.

## Disc d'Urani
Raphael va rebre el Disc d'Urani per les vendes de 50 milions de discos del seu recopilatori de 1982 Raphael: ayer, hoy y siempre. Era un àlbum doble que recopilava els seus grans èxits. Com Raphael ja tenia molts discos d'or i platí, van crear especialment aquesta categoria el 1982 perquè en un de sol es veiés representada les vendes de tota la seva carrera. Aquest premi només se'ls va atorgar a artistes que van superar vendes estipulades en països de parla hispana.

## Museo Raphael a Linares

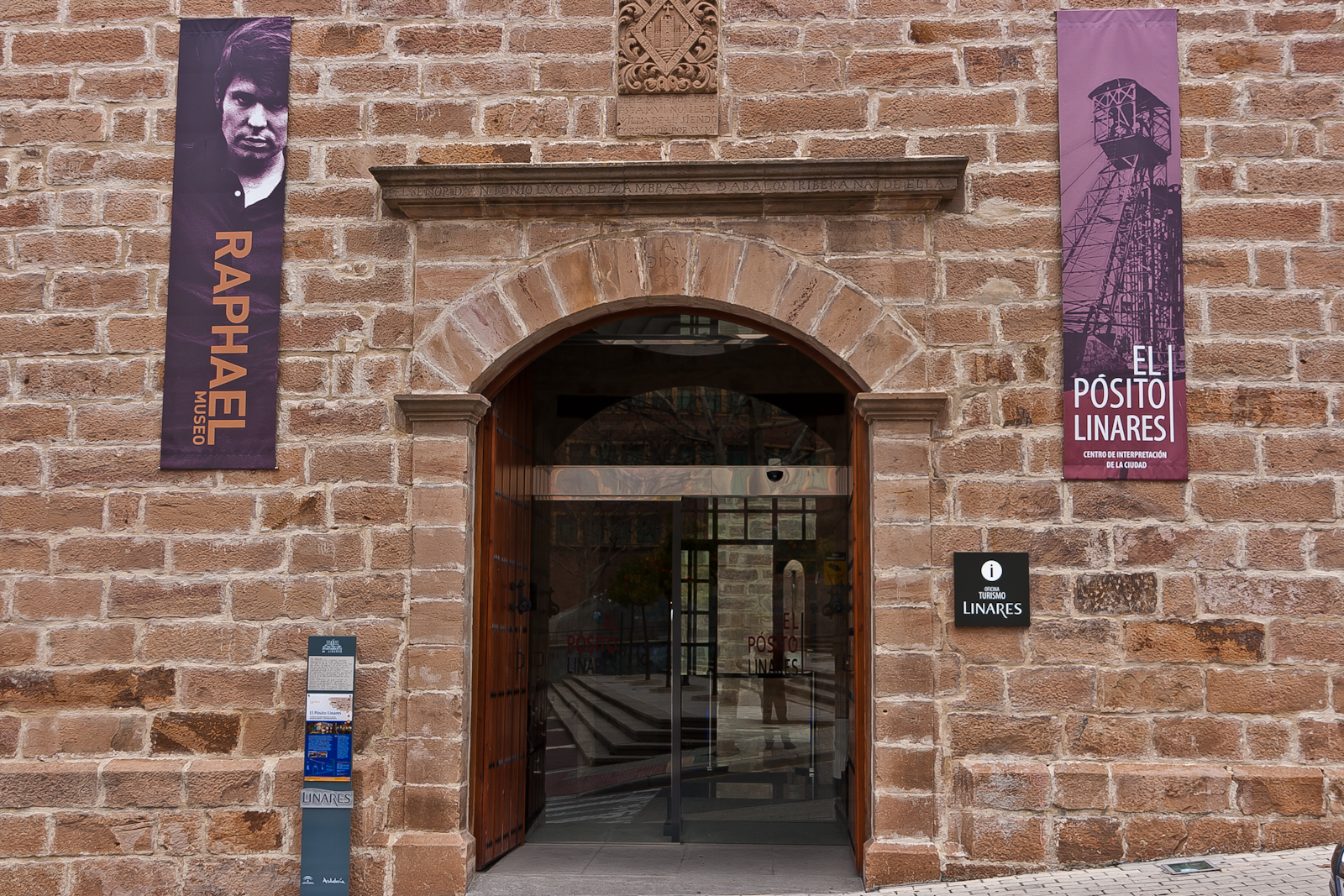
Entrada al Museu Raphael a Linares

A la localitat de Linares es va inaugurar un museu relacionat amb la vida del cantant des dels anys 60 on hi ha informació sobre la seva discografia, premis, cartells i altres elements. El museu disposa d'un servei que, connectat a un iPod, explica els detalls sobre la seva persona, adaptació tecnològica útil per a les persones invidents.

## Discografia
La seva discografia és extensa, fent abstracció de les innombrables compilacions i reedicions internacionals que cada any s'agreguen a la llista. La llista consta de diversos EP, senzills i àlbums, majoritàriament gravats en castellà però amb incursions en altres idiomes (anglès, francès, alemany, portuguès, italià i japonès) productes llançats gairebé exclusivament en aquests mercats.
La seva tasca s'estén cinc dècades (60, 70, 80, 90 i 2000), amb discos editats en la seva majoria a Espanya abans que a altres països, per la qual cosa, quan no s'indica una procedència especial, es tracta d'edicions espanyoles.
EP
- 1962: Tú, cupido
- 1962: Llevan
- 1962: Quisiera
- 1962: Cuando calienta el sol
- 1963: Tu Conciencia
- 1966: Dis-moi Lequel (en francès)
- 1967: Nocturne (en francès)
- 1969: El barco del amor
- 1969: Huapango torero
- 1969: El ángel

Àlbums
- 1965: Raphael - àlbum EMI Music / Hispavox
- 1966: Canta... (BSO "Cuando Tú No Estás") - àlbum EMI / Hispavox
- 1967: Al ponerse el sol (BSO Film) - àlbum EMI / Hispavox
- 1968: Digan lo que digan (BSO Film) - àlbum EMI Music / Hispavox
- 1968: El Golfo (BSO Film) - àlbum EMI
- 1969: Raphael (también editado como "Hacia el éxito") - àlbum Fontana (Phonogram España)
- 1969: Más Raphael (compilació) - Sicamericana, S.A. (Argentina), bajo licencia de Hispavox
- 1969: El ángel (recopilació de temes de la pel·lícula "El ángel") - àlbum Orion/Ifesa (Equador), amb llicència d'Hispavox
- 1969: Aquí! - àlbum EMI
- 1970: Raphael Live At The Talk Of The Town - àlbum EMI
- 1970: Aleluya... - àlbum EMI
- 1970: Sin un adiós ("Aleluya..." versión Estados Unidos) - United Artist Latino Records
- 1971: Algo más - àlbum Hispavox
- 1972: Volveré a nacer - àlbum EMI
- 1973: Le llaman jesús - àlbum EMI
- 1973: From Here On... (en anglès) - àlbum Zzelesta/Parnaso(EUA)
- 1974: Raphael - àlbum EMI
- 1974: Qué dirán de mí... - àlbum Parnaso (EUA) [No editat a Espanya]
- 1974: Sombras / Vasija De Barro / etc. - EP Orion (Ecuador)
- 1974: Amor mío - àlbum EMI Hispavox
- 1974: No Eches La Culpa Al Gitano - 1 Tema (àlbum Juntos Para Ayudar) UNICEF/EMI Music
- 1975: Recital Hispanoamericano (Raphael y Los Gemelos) - àlbum EMI
- 1976: Con el sol de la mañana - àlbum EMI
- 1976: Raphael... canta - àlbum EMI
- 1977: El cantor - EMI Hispavox (Espanya)-Gamma (México) [No editado en Espanya]
- 1977: Canciones de México por Raphael (compilació) - EMI Hispavox (Espanya)-Gamma (México) [No editat a Espanya]
- 1978: Una forma muy mía de amar - àlbum EMI
- 1980: Y... sigo mi camino - àlbum EMI / Hispavox
- 1980: Vivo live direct (20º Aniv.) - Doble àlbum EMI
- 1981: En carne viva - àlbum EMI
- 1982: Ayer, hoy y siempre - Album EMI*
- 1983: Enamorado de la vida - àlbum EMI
- 1983: El gavilán - àlbum EMI Love Records (Sonorodven, Venezuela)
- 1984: Eternamente tuyo - àlbum EMI
- 1985: Yo sigo siendo aquél - àlbum EMI
- 1986: Toda una vida - àlbum EMI
- 1988: Las apariencias engañan - àlbum CBS Records International
- 1989: Maravilloso corazón, maravilloso - àlbum Epic/CBS Records International
- 1990: Andaluz - àlbum Epic/Sony Music International
- 1992: Ave fénix - àlbum Epic/Sony Music International
- 1994: Fantasía - àlbum Sony Music International
- 1995: Desde el fondo de mi alma - àlbum Epic/Sony Music International
- 1997: Punto y seguido... - CD PolyGram Discos (México)
- 1997: Vete - 1 tema (CD duetos 2 de Nino Bravo) Polydor/Universal Music
- 2001: Jekyll & Hyde - CD Pygmalion/EMI
- 2001: Maldito Raphael - CD EMI
- 2003: De vuelta - CD EMI
- 2004: Vuelve por Navidad - CD+ EMI
- 2005: Para todos - CD EMI 2005
- 2005: Maravilloso Raphael - 2 CD & 1 DVD EMI/Sony/BMG/RTVE
- 2006: A que no te vas - 1 Tema (CD Rocío... Siempre - amb Rocío Jurado)
- 2006: Cerca de ti - CD & DVD EMI
- 2008: Music Ages Volumen 1: Raphael - Music Ages
- 2008: Raphael 50 años después - CD EMI
- 2008: Raphael, 40 años después en México (compilació) - EMI Music México
- 2008: Yo soy aquél...Los éxitos (compilació) - Sony Music International
- 2008: Raphael Celebrando 40 años en México, Volumen 1 (8 CD) - EMI Music México
- 2008: Raphael: 50 años después (CD+DVD+Libro en edició per a Espanya) - Sony BMG Music Espanya
- 2009: Raphael Celebrando 40 años en México, Volumen 2 (8 CD) - EMI Music México
- 2009: ¡Viva Raphael! - 3 CD & 1 DVD EMI
- 2009: Raphael en directo y al completo - 1 CD & 1 DVD Sony/RTVE
- 2010: Te llevo en el corazón - 3 CD & 1 DVD Sony Music
- 2011: Te llevo en el corazón Esencial - CD+DVD (per a Espanya), Sony Music
- 2012: El reencuentro - CD + DVD
- 2012: El reencuentro en directo. Teatro de la Zarzuela. CD + DVD
- 2013: Mi gran noche- CD, Medio Tecnológico

Senzills
- Yo soy aquel (Vers. Alterna) / Ti amo tanto (en italià) - senzill Derby (Itàlia) 1967
- Please, Speak To Me Of Love (Hablemos Del Amor) / While I Live (en anglès)- senzill Columbia (UK) 1967
- Ave Maria (Listen To Me) / Goin' Out Of My Head (en anglès) - senzill Columbia (UK) 1968
- Please, Keep Loving Me / ... (en anglès) - senzill Columbia (UK) 1969
- Gelosía /... (en italià) - senzill (Ita) 1970
- Show Us The Way (Aleluya del Silencio) / Maybe (Somos) (en anglès) - senzill U.Art's (USA) 1970
- Wie Ein Bajazzo / Luciana (en alemany) senzill Polydor (Alemanya) 1970
- Halleluja / Natascha (en alemany) senzill Polydor (Alemanya) 1970
- Chissà, Chissà / Non è vero niente (Digan Lo Que Digan (en italià) - senzill EMI (Italia) 1970
- Sirocco /..... (en alemany) - senzill (Alemanya) 1970
- Israel / I Can't Remember (Desde Aquel Día) (en anglès) - senzill Zzelesta (USA) 1973
- Amor Mio (en japonés) - senzill Columbia Nippon (Japó) 1974
- Juro Que Nunca Volveré / Con Todo y Mi Tristeza - senzill EMI (Mèxic) 1978

Duets i col·laboracions
| Artista                   | Cançó                                                    | Duració                 |  |
| ------------------------- | -------------------------------------------------------- | ----------------------- |  |
| María Dolores Pradera     | - Volver, volver - El rey - Gracias a la Vida            | - 3:58' - 3:56' - 3:35' |  |
| Alejandro Sanz            | La fuerza del corazón                                    | 5:12'                   |  |
| Rocío Jurado              | - Como yo te amo - A que no te vas - Si amanece          | - 4:01' - 3:20' - 5:10' |  |
| Rocío Dúrcal              | - Como han pasado los años - Qué sabe nadie - El rin rin | - 3:25' - 5:04' - 2:33' |  |
| Malú                      | - Noche de Paz - Que sabe nadie                          | - 3:11' - 5:00          |  |
| Enrique Bunbury           | Infinito                                                 | 5:30'                   |  |
| José Luis Perales         | América                                                  | 4:58'                   |  |
| Ana Torroja               | Hijo de la Luna                                          | 4:40'                   |  |
| Julio Iglesias            | Somos                                                    | 4:45'                   |  |
| Montserrat Caballé        | Moon River                                               | 4:16'                   |  |
| Mónica Naranjo            | Ámame y déjame                                           | 4:37'                   |  |
| Miguel Ríos               | Himno de l'alegría                                       | 4:02'                   |  |
| Paloma San Basilio        | Que seas tú                                              | 3:18'                   |  |
| Joaquín Sabina            | 50 años después                                          | 4:30'                   |  |
| Joan Manuel Serrat        | Cantares                                                 | 3:14'                   |  |
| Dani Martín               | El canto del loco                                        | 4:25'                   |  |
| Manu Tenorio              | Villancicos Flamencos                                    | 4:21'                   |  |
| Manuel Martos (hijo)      | El cielo puede esperar                                   | 3:41'                   |  |
| Víctor Manuel i Ana Belén | Quiero abrazarte tanto                                   | 3:36'                   |  |
| Azúcar Moreno             | Escándalo                                                | 5:23'                   |  |
| Paul Anka                 | A mi manera                                              | 5:13'                   |  |
| Charles Aznavour          | La boheme                                                | 4:18'                   |  |
| Rita Pavone               | A quien le importa                                       | 3:59'                   |  |
| Salvatore Adamo           | Mi gran noche                                            | 3:14'                   |  |
| Raffaella Carrá           | Varios éxitos                                            | Varios éxitos           |  |
| Patti LaBelle             | --                                                       |                         |  |
| Jeanette                  | Yes Sir, I Can Boogie                                    | 3:29'                   |  |
| Albert Hammond            | Eres toda una mujer                                      | 3:27'                   |  |
| Tom Jones                 | Ghost riders in the sky (Jinetes en el cielo)            | 3:30'                   |  |
| Luis Aguilé               | Ven a mi casa esta Navidad                               | 4:54'                   |  |
| Imperio Argentina         | Échale guindas al pavo                                   | 3:22'                   |  |
| Alberto Cortez            | Dijo de Mí                                               | 5:00'                   |  |
| Celia Cruz                | Estar enamorado es                                       | 4:38'                   |  |
| Juanes                    | Volverte a ver                                           | 4:00'                   |  |
| Beto Cuevas               | Infinito                                                 | 4:38 '                  |  |
| / Miguel Bosé             | Morir de amor                                            | 3:20'                   |  |
| Alaska                    | No puedo quitar mis ojos de ti                           | 3:38'                   |  |
| Armando Manzanero         | Adoro                                                    | 3:08'                   |  |
| Vicente Fernández         | Volver, volver                                           | 3:03'                   |  |

## Filmografia
| Año  | Título                  | Personaje    | Director                |
| ---- | ----------------------- | ------------ | ----------------------- |
| 1963 | Las gemelas             | Cantante     | Antonio del Amo         |
| 1966 | Cuando tu no estás      | A sí mismo   | Mario Camus             |
| 1967 | Al ponerse el sol       | David Alonso | Mario Camus             |
| 1968 | Digan lo que digan      | Pablo        | Mario Camus             |
| 1969 | El golfo                | Pancho       | Vicente Escrivá         |
| 1969 | El ángel                |              | Vicente Escrivá         |
| 1970 | Sin un adiós            | Mario        | Vicente Escrivá         |
| 1973 | Volveré a nacer         | Alex         | Javier Aguirre          |
| 1975 | Rafael en Raphael       |              | Antonio Isasi-Isasmendi |
| 1978 | Donde termina el camino |              | Antulio Jiménez Pons    |
| 2000 | Jekyll & Hyde           |              |                         |
| 2015 | Mi gran noche           | Alphonso     | Alex de la Iglesia      |